# سيليا سوير
سيليا سوير (بالإنجليزية: Celia Sawyer)‏ هي تاجرة أعمال فنية بريطانية، ولدت في 1 أغسطس 1966 في لندن في المملكة المتحدة.